# 博涅克列县
博涅克列县简称克列县，一译波耶局县，是柬埔寨柴桢省下辖的一个县。该县位于7号国道旁。该县境内的克列镇是柬越边境的一个战略要地，该国道从磅湛、茶胶经该县可以进入越南的西宁。
据1998年人口普查，此县共有123,879人。
在民主柬埔寨时期，谢辛曾于1971年至1978年期间担任柬埔寨共产党博涅克列县县委书记。在柬越战争期间，柬埔寨革命军重兵把守克列地区，并一度击退越南侵略军。